# Mitsui
Mitsui Group (三井グループ, Mitsui Gurūpu) é um dos maiores conglomerados (ou ‘’Keiretsu’’) do Japão. Foi fundado por Takatoshi Mitsui (1622–1694), filho de Sokubei Mitsui, comerciante da cidade de Matsuzaka.